# Хилл-Вэлли
Хилл-Вэлли (англ. Hill Valley) — вымышленный небольшой американский городок в Калифорнии из кинотрилогии 1980-х годов «Назад в будущее», описывающей альтернативные реальности этого города и нескольких проживающих там семей. В трилогии город показан в разные периоды своего развития — 1885, 1955, 1985 и 2015 годах, а также несколько альтернативных версий в этих датах. Название города похоже на название реального городка Милл-Вэлли в Калифорнии. Также несколько других важных для сюжета организаций и заведений впервые упоминаются в игре «Back to the Future: The Game», действие которой происходит в 1986, 1931 и 1876 годах.

## История
Название города — шутка, оксюморон (англ. hill — «холм», англ. valley — «долина»). В начальной версии второй части трилогии упоминалось, что Хилл-Вэлли назван так в честь своего основателя Уилльяма «Билла» Хилла.
Поселение Хилл-Вэлли было основано в 1850 году и официально зарегистрировано в 1865 году. В 1871 году была основана городская газета «Hill Valley Telegraph». В 1880 году Хилл-Вэлли был соединён с Сан-Франциско железнодорожными путями. В 1885 году были запущены часы в честь этого события. Строительства моста через ущелье Шонаш было закончено летом 1886 года — в том же году ущелье было переименовано в ущелье Иствуд после того, как Док и Марти спасли Клару Клейтон от гибели — в противном случае, ущелье бы носило имя Клейтон. В 1891 году в городе был открыт полицейский участок.

## Места города

### Здание суда

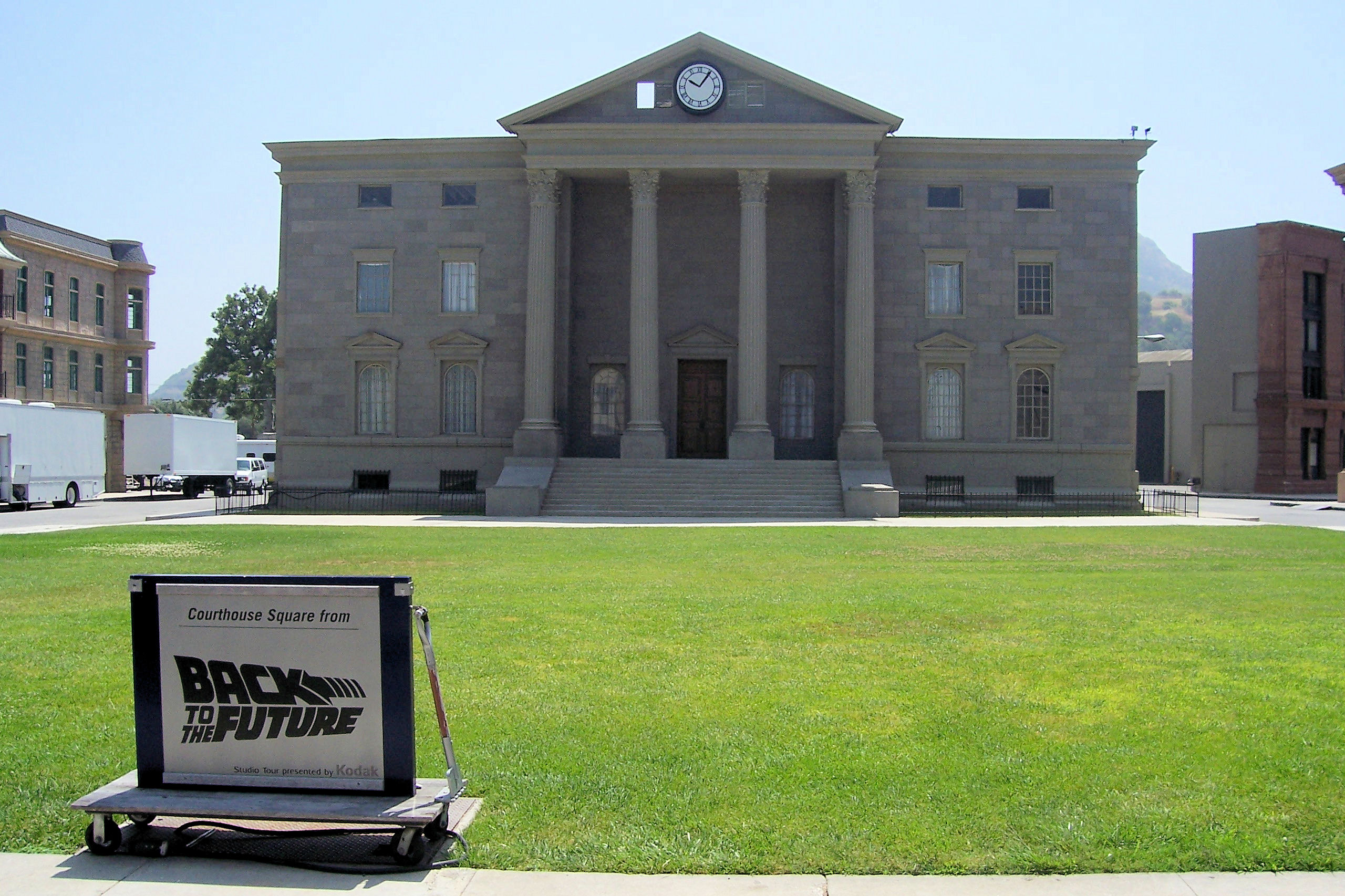
Декорации здания суда.

Здание суда (англ. Courthouse) является ключевым на протяжении всей трилогии потому, что на здании суда установлены часы. Точно неизвестно, когда началось строительство, но в 1885 году оно находилось на поздней стадии. В том же году на глазах Марти и Дока во время фестиваля были запущены часы, которые позже перенесут под крышу мэрии.
В начале первой части, в 1985 году эти часы стоят. Они стоят уже 30 лет после того, как в них попала молния. Они остановились, когда показывали 22:04. Марти получает листовку с просьбой спасти часы от замены, на листовке указана дата и время попадания молнии. Эта листовка волей случая попадает вместе с Марти в 1955 год. И именно она подала идею Марти, откуда взять энергию для машины времени, чтобы вернуться назад в будущее. Док присоединяет к флагштоку над часами провод, протягивает над улицей, чтобы Марти, разогнавшись до скорости 88 миль в час, проехал под этим проводом точно в 22:04, в момент, когда ударит молния, и токосъёмник направит энергию в потоковый накопитель. В конце фильма их задумка удалась. В альтернативной реальности 1985 года на месте здания мэрии построен отель-казино «Рай наслаждений» (англ. Pleasure Paradise) внезапно разбогатевшим Биффом Танненом; прототип отеля-казино «Рай наслаждений» — Отель «Плаза» в Лас-Вегасе.
Во второй части трилогии в 2015 году здание мэрии остеклено, и ему придан более современный вид. Под крышей до сих пор красуются часы, застывшие 60 лет назад на отметке 22:04. Во время погони за Марти, которого Грифф Таннен принял за Марти-младшего, Грифф со своими дружками на летучих досках влетают в стекло здания мэрии, за что их арестовывают, и тем самым будущее Марти-младшего меняется.

### Лайон Эстейтс
«Лайон Эстейтс» (англ. Lyon Estates) — район, где проживает семья Марти. В альтернативной реальности 1985 года район в разрухе. Жители спят с оружием под рукой, в районе орудуют вооружённые банды. В 1955 году район только начинает строиться. Построены колонны с каменными львами и названием района. Рядом стоит большой рекламный баннер, за которым Марти прячет DeLorean DMC-12.

### Хиллдэйл
В 2015 году в районе «Хиллдэйл» (англ. Hilldale) проживает семья Марти и Дженнифер. Для 1985 года этот район считался престижным, так как Марти, ожидающий увидеть свою семью в будущем процветающей, был обрадован тем, что живёт в Хиллдэйл. Однако полицейские 2015 года отзываются о районе нелестно, по их словам он давно подлежит сносу.

### Торговый центр «Две сосны» (позднее «Одинокая сосна»)
На стоянке перед этим торговым центром «Две сосны» (англ. Twin Pines Mall) проходит первое испытание машины времени. После испытания Док рассказывает Марти, что тридцать лет назад на этом месте была только ферма старика Пибоди, который разводил сосны. Марти переносится в 1955 год и врезается в хлев. Удирая от разъярённого фермера Пибоди, Марти машиной сшибает одну из двух молодых сосен перед фермой. В конце первой части, когда Марти бежит предупредить Дока о террористах в 1985 году, вывеска уже гласит «Одинокая Сосна» (англ. Lone Pine Mall).
Для съёмок торгового центра использовали магазин Puente Hills Mall, расположенный в Индустриальном городе в Калифорнии. Сейчас магазина не существует — на его месте стоит фитнес-центр.

### Старшая школа Хилл-Вэлли
«Старшая школа Хилл-Вэлли» (англ. Hill Valley High School) — школа старшего звена, в котором учились многие персонажи трилогии: Джордж, Лоррейн, Бифф, Марти, Дженнифер и другие. В 1985 году пост директора занимает Джеральд Стрикленд, который работал в школе ещё в 1955 году. Талисман школьной баскетбольной команды — Бульдог. Цвета команды — красный и белый, позже — тёмно-малиновый и белый.

## Декорации

### Пожары на студии
За всю историю существования студии Universal, на её территории происходило несколько крупных пожаров. Декорации города были полностью уничтожены пожаром, возникшим 1 июня 2008 года на съёмочной площадке.
В Калифорнии в воскресенье, 1 июня 2008 года, произошёл крупный пожар в одном из павильонов студии Universal Pictures в Лос-Анджелесе. Он начался утром — в 4:45 по местному времени — и быстро распространился в парке развлечений, за час полностью уничтожив целые кварталы деревянных домов: макеты улиц Нью-Йорка и Новой Англии, а также аттракцион «Кинг Конг» и декорации к знаменитой трилогии «Назад в будущее». Сообщается, что на площадке, где произошёл пожар, снимались такие фильмы, как «Парк юрского периода» и «Инопланетянин» Стивена Спилберга.
Также, по словам президента студии Рона Майера, в огне погибла кинотека, в которой хранились оригиналы фильмов 1930—1940 гг — от 40 до 50 тысяч единиц кино- и видеозаписей. Однако, Майер отметил, что у студии есть дубликаты.
Более 100 пожарных и вертолёты тушили огонь. По данным свидетелей, перед началом пожара на студии прогремел взрыв, причиной которого стало возгорание кровельной плитки в момент, когда в павильоне шли съёмки. Во время борьбы с огнём было ранено 10 пожарных. Один из пожарных был госпитализирован с травмами, с какими — не уточнялось. О других жертвах сведений нет.
Как отмечается на сайте студии, в её истории было шесть серьёзных пожаров. А ущерб от этого пожара, по предварительным оценкам, составил несколько десятков миллионов долларов. «Невосполнимых утрат нет. Положение плачевное, но могло быть гораздо хуже», — прокомментировал ситуацию Майер.
Однако, факт остаётся фактом: известная площадь и здание городского суда, на башне которого находились те самые часы, с помощью которых Марти смог вернуться домой в 1985 год, полностью уничтожены (фотографии декораций — кадры из всех трёх фильмов — представлены в разделе «Место действия»). Это известие огорчило множество преданных поклонников трилогии, так как эта декорация была одним из главных символов сериала.Однако, с 2010 года городок был восстановлен, и по сей день люди посещают его.